# Criniger chloronotus
Criniger chloronotus là một loài chim trong họ Pycnonotidae.